# Riccardo Patrese

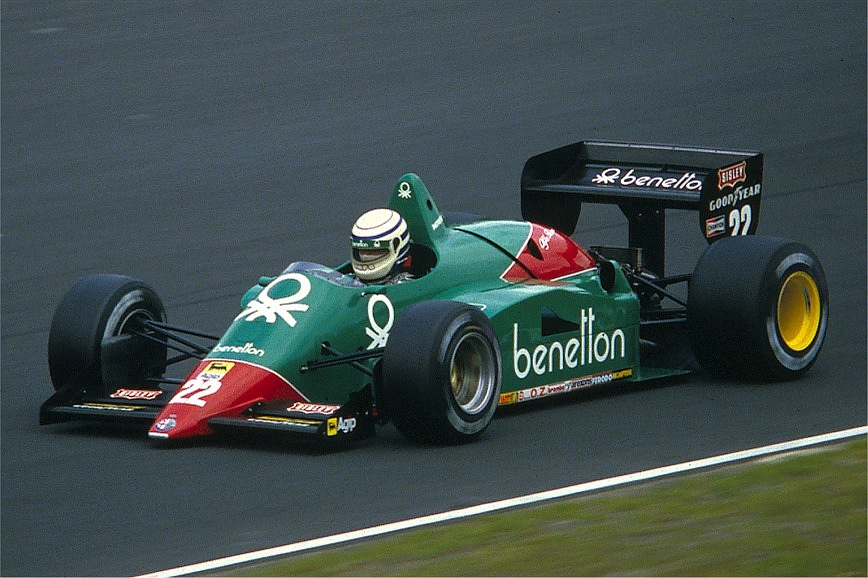
Riccardo Patrese jako kierowca Alfy Romeo w sezonie 1985

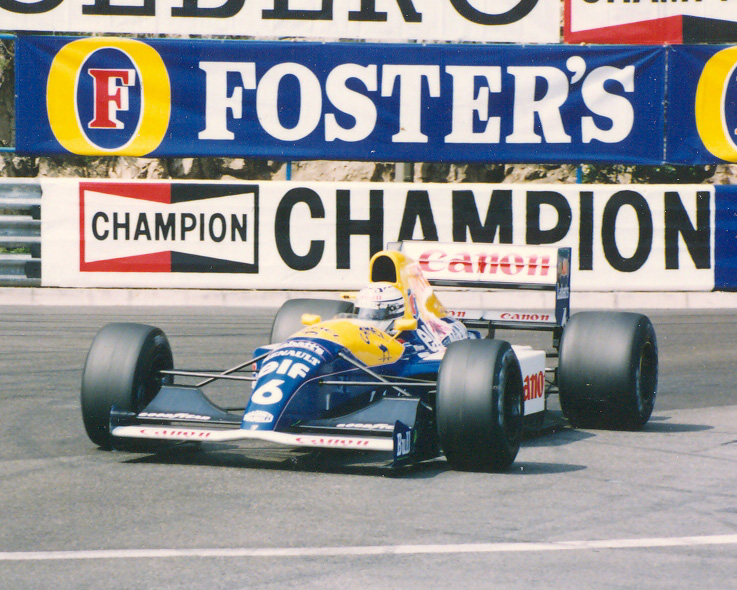
Patrese za kierownicą Williamsa podczas GP Monako w 1991 roku

Riccardo Patrese (ur. 17 kwietnia 1954 w Padwie) – włoski kierowca wyścigowy startujący w Formule 1 w latach 1977–1993. Wystartował w 256 wyścigach o Grand Prix Formuły 1, co do 2008 roku czyniło go najbardziej doświadczonym kierowcą w historii tej serii wyścigowej.

## Kariera w Formule 1

### Shadow, Arrows
Patrese w Formule 1 zadebiutował podczas Grand Prix Monako 1977 w zespole Shadow Racing Cars. Pod koniec sezonu kilku pracowników opuściło Shadow celem założenia własnego zespołu – Arrows. Patrese odszedł razem z nimi i już w drugim wyścigu w barwach nowego zespołu (Grand Prix RPA 1978) był bliski odniesienia zwycięstwa, lecz musiał wycofać się na 15 okrążeń przed końcem z powodu usterki silnika. W końcowej części sezonu, podczas GP Włoch, Patrese i kilku innych kierowców (m.in. James Hunt) brali udział w karambolu na starcie do wyścigu. W wyniku odniesionych w nim obrażeń śmierć poniósł Ronnie Peterson. Pomimo tego, iż Patrese oficjalnie nie był uważany za winowajcę tego wypadku, James Hunt podjął oskarżające go działania, które przyczyniły się do jego niedopuszczenia do kolejnego wyścigu. Telewizyjne nagrania sugerowały, że to Hunt był odpowiedzialny za spowodowanie karambolu, lecz on sam nigdy tego nie przyznał i kontynuował krytykę Riccarda nawet po zakończeniu kariery, gdy pracował jako komentator dla brytyjskiej telewizji BBC.

### Brabham
W 1982 roku Patrese przeszedł do zespołu Brabham i w jego barwach odniósł swoje pierwsze zwycięstwo podczas tegorocznego Grand Prix Monako po tym, jak dwaj liderzy – Didier Pironi i Andrea de Cesaris musieli wycofać się z wyścigu z powodu braku paliwa. Drugie zwycięstwo odniósł podczas ostatniego wyścigu sezonu 1983, Grand Prix RPA. W tym roku ponadto był bliski zwycięstwa w GP San Marino, gdzie rozbił się będąc liderem wyścigu. W klasyfikacji generalnej sezonu uzyskał 9. miejsce, a jego zespołowy partner, Nelson Piquet, zdobył swój drugi tytuł mistrza świata.

### Alfa Romeo
W sezonach 1984–1985 Riccardo bez większych sukcesów reprezentował barwy zespołu Alfa Romeo – przez ten okres zdobył jedynie 8 punktów (wszystkie w sezonie 1984) i 3. miejsce w GP Włoch 1984.

### Powrót do Brabhama
W 1986 roku Patrese powrócił do Brabhama. Pomimo posiadania silnika BMW, który był uważany za najmocniejszy wśród całej stawki konstruktorów, zespół nie był już tak silny jak we wcześniejszych sezonach. Patrese przez 2 lata pobytu w Brabhamie zdołał zdobyć tylko 8 punktów, lecz nigdy publicznie nie krytykował zespołu za słabą postawę.

### Williams
Pod koniec sezonu 1987 Riccardo dostał szansę startu w barwach Williamsa po tym, jak kierowca zespołu, Nigel Mansell doznał urazu w kwalifikacjach do GP Japonii. Z pomocą właściciela Brabhama, Berniego Ecclestone’a Patrese zastąpił Mansella w ostatnim wyścigu sezonu w Australii. Swoją jazdą wywarł dobre wrażenie na szefostwie Williamsa, dzięki czemu w kolejnym sezonie został ich etatowym kierowcą. Pierwszy rok w nowym zespole nie przyniósł większych sukcesów za sprawą słabych silników Judd bez doładowania. W kolejnym sezonie Williams zmienił dostawcę silników na Renault, dzięki czemu Patrese i jego zespołowy partner, Thierry Boutsen byli już w stanie walczyć o zwycięstwa. Boutsen zwyciężył w tym roku w dwóch wyścigach i zajął 5. miejsce w klasyfikacji kierowców. Patrese wykazał się równiejszą jazdą, dzięki której (pomimo braku zwycięstw) sezon ukończył na 3. miejscu.
Pierwsze zwycięstwo w barwach Williamsa zdobył w GP San Marino w 1990 roku. Kolejne trzy odniósł w Meksyku i Portugalii (oba w 1991) oraz w Japonii w sezonie 1992. Kolejne zwycięstwo mógł odnieść w GP Francji, lecz oddał prowadzenie w wyścigu na rzecz lidera Williamsa, Nigela Mansella.

### Benetton
Pod koniec sezonu 1992 trzech kierowców prowadziło rozmowy z Williamsem na temat angażu w zespole - Nigel Mansell, Ayrton Senna oraz Alain Prost. Pozycja Riccarda została zagrożona, co spowodowało, że podpisał umowę z Benettonem. W swym ostatnim sezonie w Formule 1 jeździł u boku Michaela Schumachera. W klasyfikacji kierowców zajął 5. miejsce (dwa wyścigi ukończył na podium). Benetton nie przedłużył umowy na kolejne lata i w związku z tym, iż większość zespołów miała już kierowców na sezon 1994, Patrese zakończył swoją karierę.
Riccardo Patrese nosił miano najbardziej doświadczonego kierowcy w historii Formuły 1 od 1989 roku, kiedy to pobił poprzedni rekord (176 startów w GP) należący równolegle do Grahama Hilla i Jacques’a Laffite’a. Pod koniec swojej kariery miał na swoim koncie już 256 startów. Do jego rekordu najbardziej zbliżył się Michael Schumacher (249 startów), aż do sezonu 2008, kiedy to Rubens Barrichello ustanowił nowy rekord podczas Grand Prix Turcji.

## Wyniki w Formule 1
| Legenda oznaczeń w tabelach wyników Wyświetl szablon na nowej stronie | Legenda oznaczeń w tabelach wyników Wyświetl szablon na nowej stronie                                                                     |
| Oznaczenie                                                            | Wyjaśnienie |
| --------------------------------------------------------------------- | --- |
| Złoty                                                                 | Zwycięzca lub mistrzostwo |
| Srebrny                                                               | 2. miejsce lub wicemistrzostwo |
| Brązowy                                                               | 3. miejsce lub II wicemistrzostwo |
| Zielony                                                               | Ukończył, punktował (w klasyfikacji generalnej, gdy zdobył co najmniej jeden punkt na przestrzeni sezonu, poza trzema powyższymi opcjami) |
| Niebieski                                                             | Ukończył, nie punktował (w klasyfikacji generalnej, gdy nie zdobył co najmniej jednego punktu na przestrzeni sezonu)                      |
| Czerwony                                                              | Nie zakwalifikował się (NZ) |
| Czerwony                                                              | Nie prekwalifikował się (NPK) |
| Różowy                                                                | Nie ukończył (NU) |
| Różowy                                                                | Niesklasyfikowany (NS) (w klasyfikacji generalnej, gdy nie został sklasyfikowany w żadnym wyścigu sezonu)                                 |
| Czarny                                                                | Zdyskwalifikowany (DK) |
| Czarny                                                                | Wykluczony (WYK/EX) |
| Biały                                                                 | Nie wystartował (NW) |
| Biały                                                                 | Kontuzjowany (K/INJ) |
| Biały                                                                 | Wyścig odwołany (OD/C) |
| Bez koloru                                                            | Został wycofany (WYC/WD) |
| Bez koloru                                                            | Nie przybył (NP/DNA) |
| Bez koloru                                                            | Nie brał udziału w treningach (NT/DNP) |
| Bez koloru                                                            | Nie został zgłoszony (–) |
| Pogrubienie                                                           | Start z pole position |
| Kursywa                                                               | Najszybsze okrążenie wyścigu |
| †                                                                     | Nie ukończył, ale jego rezultat został zaliczony ze względu na przejechanie więcej niż 90% dystansu wyścigu.                              |
| *                                                                     | Sezon w trakcie |
| 1/2/3                                                                 | Punktowana pozycja w sprincie kwalifikacyjnym                                                                                             |
| Lista systemów punktacji Formuły 1                                    | |

| Rok  | Zespół                         | Samochód        | Silnik         | Wyniki w poszczególnych eliminacjach | Wyniki w poszczególnych eliminacjach | Wyniki w poszczególnych eliminacjach | Wyniki w poszczególnych eliminacjach | Wyniki w poszczególnych eliminacjach | Wyniki w poszczególnych eliminacjach | Wyniki w poszczególnych eliminacjach | Wyniki w poszczególnych eliminacjach | Wyniki w poszczególnych eliminacjach | Wyniki w poszczególnych eliminacjach | Wyniki w poszczególnych eliminacjach | Wyniki w poszczególnych eliminacjach | Wyniki w poszczególnych eliminacjach | Wyniki w poszczególnych eliminacjach | Wyniki w poszczególnych eliminacjach | Wyniki w poszczególnych eliminacjach | Wyniki w poszczególnych eliminacjach | Msc. | Pkt. |
| ---- | ------------------------------ | --------------- | -------------- | ------------------------------------ | ------------------------------------ | ------------------------------------ | ------------------------------------ | ------------------------------------ | ------------------------------------ | ------------------------------------ | ------------------------------------ | ------------------------------------ | ------------------------------------ | ------------------------------------ | ------------------------------------ | ------------------------------------ | ------------------------------------ | ------------------------------------ | ------------------------------------ | ------------------------------------ | ---- | ---- |
| 1977 | Shadow Racing Team             | Shadow DN8      | Cosworth V8    | ARG                                  | BRA                                  | RSA                                  | USW                                  | ESP                                  | MON 9                                | BEL NS                               | SWE                                  | FRA NS                               | GBR NS                               | GER 10                               | AUT                                  | NED 13                               | ITA NS                               | USA                                  | CAN 10                               | JPN 6                                | 20   | 1    |
| 1978 | Arrows Racing Team             | Arrows FA1      | Cosworth V8    | ARG                                  | BRA 10                               | RSA NS                               | USW 6                                | MON 6                                | BEL NS                               | ESP NS                               | SWE 2                                | FRA 8                                | GBR NS                               | GER 9                                |                                      |                                      |                                      |                                      |                                      |                                      | 12   | 11   |
| 1978 | Arrows Racing Team             | Arrows A1       | Cosworth V8    |                                      |                                      |                                      |                                      |                                      |                                      |                                      |                                      |                                      |                                      |                                      | AUT NS                               | NED NS                               | ITA NS                               | USA                                  | CAN 4                                |                                      | 12   | 11   |
| 1979 | Warsteiner Arrows Racing Team  | Arrows A1       | Cosworth V8    | ARG NW                               | BRA 9                                | RSA 11                               | USW NS                               | ESP 10                               | BEL 5                                | MON NS                               |                                      |                                      |                                      |                                      |                                      |                                      | CAN NS                               |                                      |                                      |                                      | 20   | 2    |
| 1979 | Warsteiner Arrows Racing Team  | Arrows A2       | Cosworth V8    |                                      |                                      |                                      |                                      |                                      |                                      |                                      | FRA 14                               | GBR NS                               | GER NS                               | AUT NS                               | NED NS                               | ITA 13                               |                                      | USA NS                               |                                      |                                      | 20   | 2    |
| 1980 | Warsteiner Arrows Racing Team  | Arrows A3       | Cosworth V8    | ARG NS                               | BRA 6                                | RSA NS                               | USW 2                                | BEL NS                               | MON 8                                | FRA 9                                | GBR 9                                | GER 9                                | AUT 14                               | NED NS                               | ITA NS                               | CAN NS                               | USA NS                               |                                      |                                      |                                      | 9    | 7    |
| 1981 | Warsteiner Arrows Racing Team  | Arrows A3       | Cosworth V8    | USW NS                               | BRA 3                                | ARG 7                                | SMR 2                                | BEL NS                               | MON NS                               | ESP NS                               | FRA 14                               | GBR 10                               | GER NS                               | AUT NS                               | NED NS                               | ITA NS                               | CAN NS                               | LVS 11                               |                                      |                                      | 11   | 10   |
| 1982 | Parmalat Racing Team           | Brabham BT50    | BMW Straight-4 | RSA NS                               |                                      |                                      |                                      | BEL NS                               |                                      |                                      |                                      | NED 15                               | GBR NS                               | FRA 14                               | GER NS                               | AUT NS                               | SUI 5                                | ITA NS                               | LVS NS                               |                                      | 10   | 21   |
| 1982 | Parmalat Racing Team           | Brabham BT49D   | Cosworth V8    |                                      | BRA NS                               |                                      |                                      |                                      | MON 1                                | USE NS                               | CAN 2                                |                                      |                                      |                                      |                                      |                                      |                                      |                                      |                                      |                                      | 10   | 21   |
| 1982 | Parmalat Racing Team           | Brabham BT49C   | Cosworth V8    |                                      |                                      | USW 3                                | SMR                                  |                                      |                                      |                                      |                                      |                                      |                                      |                                      |                                      |                                      |                                      |                                      |                                      |                                      | 10   | 21   |
| 1983 | Fila Sport                     | Brabham BT52    | BMW Straight-4 | BRA NS                               | USW 10                               | FRA NS                               | SMR 13                               | MON NS                               | BEL NS                               | USE NS                               | CAN NS                               |                                      |                                      |                                      |                                      |                                      |                                      |                                      |                                      |                                      | 9    | 13   |
| 1983 | Fila Sport                     | Brabham BT52B   | BMW Straight-4 |                                      |                                      |                                      |                                      |                                      |                                      |                                      |                                      | GBR NS                               | GER 3                                | AUT NS                               | NED 9                                | ITA NS                               | EUR 7                                | RSA 1                                |                                      |                                      | 9    | 13   |
| 1984 | Benetton Team Alfa Romeo       | Alfa Romeo 184T | Alfa Romeo V8  | BRA NS                               | RSA 4                                | BEL NS                               | SMR NS                               | FRA NS                               | MON NS                               | CAN NS                               | USE NS                               | USA NS                               | GBR 12                               | GER NS                               | AUT 10                               | NED NS                               | ITA 3                                | EUR 6                                | POR 8                                |                                      | 13   | 8    |
| 1985 | Benetton Team Alfa Romeo       | Alfa Romeo 185T | Alfa Romeo V8  | BRA NS                               | POR NS                               | SMR NS                               | MON NS                               | CAN 10                               | USE NS                               | FRA 11                               | GBR 9                                |                                      |                                      |                                      |                                      |                                      |                                      |                                      |                                      |                                      | -    | 0    |
| 1985 | Benetton Team Alfa Romeo       | Alfa Romeo 184T | Alfa Romeo V8  |                                      |                                      |                                      |                                      |                                      |                                      |                                      |                                      | GER NS                               | AUT NS                               | NED NS                               | ITA NS                               | BEL NS                               | EUR 9                                | RSA NS                               | EUR NS                               |                                      | -    | 0    |
| 1986 | Motor Racing Developments Ltd. | Brabham BT55    | BMW Straight-4 | BRA NS                               | ESP NS                               | SMR 6                                | MON NS                               | BEL 8                                | CAN NS                               | USE 6                                | FRA NS                               |                                      | GER NS                               | HUN NS                               | AUT NS                               | ITA NS                               | POR NS                               | MEX 13                               | AUS NS                               |                                      | 17   | 2    |
| 1986 | Motor Racing Developments Ltd. | Brabham BT54    | BMW Straight-4 |                                      |                                      |                                      |                                      |                                      |                                      |                                      |                                      | GBR NS                               |                                      |                                      |                                      |                                      |                                      |                                      |                                      |                                      | 17   | 2    |
| 1987 | Motor Racing Developments Ltd. | Brabham BT56    | BMW Straight-4 | BRA NS                               | SMR 9                                | BEL NS                               | MON NS                               | USE 9                                | FRA NS                               | GBR NS                               | GER NS                               | HUN 5                                | AUT NS                               | ITA NS                               | POR NS                               | ESP 13                               | MEX 3                                | JPN 11                               |                                      |                                      | 13   | 6    |
| 1987 | Canon Williams Team            | Williams FW11B  | Honda V6       |                                      |                                      |                                      |                                      |                                      |                                      |                                      |                                      |                                      |                                      |                                      |                                      |                                      |                                      |                                      | AUS 9                                |                                      | 13   | 6    |
| 1988 | Canon Williams Team            | Williams FW12   | Judd V8        | BRA NS                               | SMR 13                               | MON 6                                | MEX NS                               | CAN NS                               | USE NS                               | FRA NS                               | GBR 8                                | GER NS                               | HUN 6                                | BEL NS                               | ITA 7                                | POR NS                               | ESP 5                                | JPN 6                                | AUS 4                                |                                      | 11   | 8    |
| 1989 | Canon Williams Team            | Williams FW12C  | Renault V10    | BRA NS                               | SMR NS                               | MON 15                               | MEX 2                                | USA 2                                | CAN 2                                | FRA 3                                | GBR NS                               | GER 4                                | HUN NS                               | BEL NS                               | ITA 4                                |                                      | ESP 5                                |                                      |                                      |                                      | 3    | 40   |
| 1989 | Canon Williams Team            | Williams FW13   | Renault V10    |                                      |                                      |                                      |                                      |                                      |                                      |                                      |                                      |                                      |                                      |                                      |                                      | POR NS                               |                                      | JPN 2                                | AUS 3                                |                                      | 3    | 40   |
| 1990 | Canon Williams Renault         | Williams FW13B  | Renault V10    | USA 9                                | BRA 13                               | SMR 1                                | MON NS                               | CAN NS                               | MEX 9                                | FRA 6                                | GBR NS                               | GER 5                                | HUN 4                                | BEL NS                               | ITA 5                                | POR 7                                | ESP 5                                | JPN 4                                | AUS 6                                |                                      | 7    | 23   |
| 1991 | Canon Williams Team            | Williams FW14   | Renault V10    | USA NS                               | BRA 2                                | SMR NS                               | MON NS                               | CAN 3                                | MEX 1                                | FRA 5                                | GBR NS                               | GER 2                                | HUN 3                                | BEL 5                                | ITA NS                               | POR 1                                | ESP 3                                | JPN 3                                | AUS 5                                |                                      | 3    | 53   |
| 1992 | Canon Williams Team            | Williams FW14B  | Renault V10    | RSA 2                                | MEX 2                                | BRA 2                                | ESP NS                               | SMR 2                                | MON 3                                | CAN NS                               | FRA 2                                | GBR 2                                | GER 8                                | HUN NS                               | BEL 3                                | ITA 5                                | POR NS                               | JPN 1                                | AUS NS                               |                                      | 2    | 56   |
| 1993 | Camel Benetton Ford            | Benetton B192B  | Ford V8        | RSA NS                               | BRA NS                               |                                      |                                      |                                      |                                      |                                      |                                      |                                      |                                      |                                      |                                      |                                      |                                      |                                      |                                      |                                      | 5    | 20   |
| 1993 | Camel Benetton Ford            | Benetton B193   | Ford V8        |                                      |                                      | EUR 5                                |                                      |                                      |                                      |                                      | FRA 10                               | GBR 3                                | GER 5                                | HUN 2                                | BEL 6                                | ITA 5                                | POR 16                               | JPN NS                               | AUS 8                                |                                      | 5    | 20   |
| 1993 | Camel Benetton Ford            | Benetton B193B  | Ford V8        |                                      |                                      |                                      | SMR NS                               | ESP 4                                | MON NS                               | CAN NS                               |                                      |                                      |                                      |                                      |                                      |                                      |                                      |                                      |                                      |                                      | 5    | 20   |